# Xanthorhoe incertata
Xanthorhoe incertata är en fjärilsart som beskrevs av Walker 1862. Xanthorhoe incertata ingår i släktet Xanthorhoe och familjen mätare. Inga underarter finns listade i Catalogue of Life.